# Pavol Baran
Pavol Baran (23. ledna 1925 - ???) byl slovenský a československý politik Komunistické strany Slovenska a poúnorový poslanec Národního shromáždění ČSSR a Sněmovny lidu Federálního shromáždění.

## Biografie
V letech 1962-1962 se uvádí jako kandidát či člen Ústředního výboru Komunistické strany Slovenska. 13. sjezd KSČ ho také zvolil za kandidáta Ústředního výboru Komunistické strany Československa.
Ve volbách roku 1964 byl zvolen za KSS do Národního shromáždění ČSSR za Východoslovenský kraj. V Národním shromáždění zasedal až do konce volebního období parlamentu v roce 1968.
K roku 1968 se profesně uvádí jako předseda JZD z obvodu Levoča.
Po federalizaci Československa usedl roku 1969 do Sněmovny lidu Federálního shromáždění (volební obvod Levoča), kde setrval do konce volebního období, tedy do voleb v roce 1971.